# جارد فرينش
جارد فرينش (بالإنجليزية: Jared French)‏ هو رسام أمريكي، ولد في 4 فبراير 1905 في أوسينينغ في الولايات المتحدة، وتوفي في 15 يناير 1988 في روما في إيطاليا.